# 明日創作計劃
明日之子第五季《明日創作計劃》，又称《明日之子創作季》，是腾讯视频和哇唧唧哇联合推出的打造未来音乐榜样类节目。节目於2021年8月14日起，每周六晚上8：00在腾讯视频及全海外WeTV獨家播出。本節目的風雲教師團分別為馬頔、五条人、邓紫棋、王源、李雪琴、朴樹、毛不易。

## 幕後製作
本季的衍生节目有《野生野长班级番》、《饿人出没请注意》。

## 教师团
| 星推官 | 职位         | 期數                                 |
| ------ | ------------ | ------------------------------------ |
| 朴树   | 明日荣誉教授 | 第1期、第2期(上)、第5-6期            |
| 鄧紫棋 | 明日榜样     | 缺席第5-6期                          |
| 王源   | 明日召集人   | 缺席第1期、第2期(上)，以视频形式录制 |
| 馬頔   | 風云教师團   | 全期                                 |
| 五条人 | 風云教师團   | 全期                                 |
| 李雪琴 | 風云教师團   | 缺席第4期                            |
| 毛不易 | 明日榮譽老師 | 第4期                                |

## 客座嘉賓
| 嘉賓                       | 職位             | 期數     |
| -------------------------- | ---------------- | -------- |
| 趙磊                       | 學長學姐團       | 第3-4期  |
| 蔡維澤                     | 學長學姐團       | 第3-4期  |
| 張鈺琪                     | 學長學姐團       | 第3-4期  |
| 廖俊濤                     | 學長學姐團       | 第3-4期  |
| 李潤祺                     | 學長學姐團       | 第3期    |
| 張暘                       | 學長學姐團       | 第4期    |
| INTO1                      | 學長學姐團       | 第5-6期  |
| 張博洋                     | 校外觀禮團       | 第7期    |
| 楊蒙恩                     | 校外觀禮團       | 第7期    |
| 趙曉卉                     | 校外觀禮團       | 第7期    |
| 顏怡                       | 校外觀禮團       | 第7期    |
| 顏悅                       | 校外觀禮團       | 第7期    |
| 小北                       | 校外觀禮團       | 第7期    |
| 張大大                     | 明日伙伴         | 第8-10期 |
| 周九良                     | 明日伙伴         | 第8期    |
| 劉逸雲                     | 風雲助力團       | 第8期    |
| 傻子與白痴                 | 風雲助力團       | 第8期    |
| 好妹妹                     | 風雲助力團       | 第8期    |
| 祁紫檀                     | 風雲助力團       | 第8期    |
| 于貞                       | 風雲助力團       | 第8期    |
| 太一                       | 風雲助力團       | 第8期    |
| 金玟岐                     | 風雲助力團       | 第8期    |
| 劉宇                       | 風雲助力團       | 第8期    |
| 王嘉爾                     | 特邀助燃官       | 第9期    |
| 林愷倫                     | 特邀助燃官       | 第9期    |
| ICE                        | 特邀助燃官       | 第9期    |
| J.Sheon                    | 特邀助燃官       | 第9期    |
| 陳粒                       | 明日助燃官       | 第9期    |
| 胡彥斌                     | 明日助燃官       | 第9期    |
| 旅行團樂隊                 | 明日助燃官       | 第9期    |
| 毛不易                     | 明日助燃官       | 第9期    |
| 汪蘇瀧                     | 明日助燃官       | 第9期    |
| 蕭敬騰                     | 明日助燃官       | 第9期    |
| 朴树                       | 明日榮譽教授     | 第10期   |
| 毛不易                     | 第一季最強廠牌   | 第10期   |
| 蔡維澤                     | 第二季最強廠牌   | 第10期   |
| 張鈺琪                     | 第三季最強廠牌   | 第10期   |
| 氣運聯盟                   | 第四季最強廠牌   | 第10期   |
| 日出俱樂部                 | 黑怕女孩最強廠牌 | 第10期   |
| 相信音樂代表               | 音樂聯盟         | 第10期   |
| 環球音樂代表               | 音樂聯盟         | 第10期   |
| 索尼音樂代表               | 音樂聯盟         | 第10期   |
| 華納音樂代表               | 音樂聯盟         | 第10期   |
| 太合音樂代表               | 音樂聯盟         | 第10期   |
| 摩登天空代表               | 音樂聯盟         | 第10期   |
| 霓霧娛樂代表               | 音樂聯盟         | 第10期   |
| 四川音樂學院代表           | 音樂聯盟         | 第10期   |
| 北京市現代音樂學校代表     | 音樂聯盟         | 第10期   |
| 吉林藝術學院代表           | 音樂聯盟         | 第10期   |
| QQ音樂代表                 | 音樂聯盟         | 第10期   |
| 酷我音樂代表               | 音樂聯盟         | 第10期   |
| 微博代表                   | 音樂聯盟         | 第10期   |
| 新浪娛樂代表               | 音樂聯盟         | 第10期   |
| 三聯生活週刊代表           | 音樂聯盟         | 第10期   |
| 三聲代表                   | 音樂聯盟         | 第10期   |
| 毒眸代表                   | 音樂聯盟         | 第10期   |
| 娛刺兒代表                 | 音樂聯盟         | 第10期   |
| 音樂財經代表               | 音樂聯盟         | 第10期   |
| 樂評人代表                 | 音樂聯盟         | 第10期   |
| 樂評人代表                 | 音樂聯盟         | 第10期   |
| 明日創作計畫音樂總導演     | 音樂聯盟         | 第10期   |
| 明日創作計畫音樂總監       | 音樂聯盟         | 第10期   |
| 明日創作計畫聲樂總監       | 音樂聯盟         | 第10期   |
| 明日創作計畫舞台總監       | 音樂聯盟         | 第10期   |
| 明日創作計畫資深音樂製作人 | 音樂聯盟         | 第10期   |
| 明日創作計畫新銳音樂製作人 | 音樂聯盟         | 第10期   |

## 明日之子
| 班級   | 學員          | 主要方向     | 出生地／居住地             | 年齡 | 期數 |
| ------ | ------------- | ------------ | -------------------------- | ---- | ---- |
| 東壹班 | 胡期皓        | 融合R&B      | 中国上海                   | 21歳 | 1-6  |
| 東壹班 | 要不要買菜    | 民謠         | 中国湖北武漢／浙江杭州     | 18歳 | 1-7  |
| 東壹班 | 陳沐民        |              | 中国浙江台州／湖南株洲     | 19歳 | 1-3  |
| 東壹班 | 葉子洋        | 吉他彈奏     | 中国浙江溫州／北京         | 19歳 | 1-3  |
| 東壹班 | 皮德          | Melodic RAP  | 中国山西大同／太原         | 19歳 | 1-7  |
| 東壹班 | 楊皓翔        | 設計         | 中国山西太原／上海         | 21歳 | 1-3  |
| 東壹班 | 李敏江        | 融合說唱     | 中国浙江麗水／杭州         | 21歳 | 1-3  |
| 西貳班 | 7Z            | 說唱         | 中国吉林梅河口／四川成都   | 24歳 | 1-10 |
| 西貳班 | 阿依巴爾.都曼 | 冬不拉       | 中国新疆塔城               | 19歳 | 1-6  |
| 西貳班 | 朱恆鋭        |              | 中国重慶                   | 20歳 | 1-7  |
| 西貳班 | 蔣先貴        | 縣城科幻     | 中国貴州六盤水             | 20歳 | 1-10 |
| 西貳班 | 李桑野        | 中國風說唱   | 中国貴州遵義／四川成都     | 19歳 | 1-4  |
| 西貳班 | 鹿子野        | Emo RAP      | 中国四川廣安               | 19歳 | 1-4  |
| 西貳班 | 晉美          | 民族、扎木念 | 中国西藏拉薩               | 21歳 | 1-6  |
| 西貳班 | 邁利撒        |              | 巴西雲南昆明／加拿大溫哥華 | 18歳 | 1-6  |
| 南參班 | 阿波羅        | 說唱         | 中国重慶市                 | 18歳 | 1-4  |
| 南參班 | 賀子玄        | Battle MC    | 中国湖北天門／武漢         | 18歳 | 1-4  |
| 南參班 | 莊主恆        | 民謠         | 中国廣東汕尾               | 26歳 | 1-10 |
| 南參班 | 鍾易軒        | 民謠         | 中国湖南湘潭／北京         | 20歳 | 1-10 |
| 南參班 | 舒灝          | 說唱         | 中国廣東深圳               | 20歳 | 1-7  |
| 北肆班 | 飛行少年      | 說唱         | 中国青海西寧／天津         | 20歳 | 1-3  |
| 北肆班 | 一支榴槤      |              | 中国山東濟南               | 20歳 | 1-9  |
| 北肆班 | 竇佳嫄        | 日系電子     | 中国北京                   | 18歳 | 1-6  |
| 北肆班 | 李長庚        | Synth wave   | 中国黑龍江佳木斯／北京     | 25歳 | 1-8  |
| 北肆班 | 李洛爾        | 電子樂       | 中国山東泰安／北京         | 19歳 | 1-8  |
| 北肆班 | 鄭琪          |              | 中国山西臨沂／北京         | 27歳 | 1-3  |
| 北肆班 | 李天姿        |              | 中国北京                   | 19歳 | 1-9  |
| 北肆班 | 王浩琦        | 搖滾         | 中国河南鄭州               | 22歳 | 1-7  |
| 北肆班 | 劉士滔        |              | 中国遼寧鞍山               | 20歲 | 1-3  |

## 剧集列表

### 总览
第一期（2021年8月14日）：明日夏校入学考試（東西部单人）

第二期（2021年8月21日）：明日夏校入学考試（南北部单人）/開學典禮，分2集播出。

第三期（2021年8月28日）：第一次校內考核（東北班級對戰）

第四期（2021年9月4日）：第一次校內考核（西南班級對戰）

第五期（2021年9月11日）：第二次校內考核（班歌混戰）

第六期（2021年9月19日）：第二次校內考核（雙人合作）

第七期（2021年9月25日）：第三次校內考核（八大廠牌爭奪戰）

第八期（2021年10月2日）：第四次校內考核（六強廠牌突圍戰預錄直播）

第九期（2021年10月9日）：第五次校內考核（最強廠牌候選人爭奪戰預錄直播）

第十期（2021年10月16日）：明日夏校畢業考（最強廠牌誕生夜預錄直播）

### 第一期（2021年8月14日）
東西部入学考試

入学考試共兩場，東西之戰與南北之戰，兩個地區的同學搶奪15個入學名額，僅招生30名學員。每位同學須打通兩道關卡，第一道為30s的Highlight片段，獨自表演自創作品中最打動人的片段，至少拿到教师团發出的兩張貼紙；通過推薦者將進行第二道關卡，進入觀眾考場表演完整的原創作品，根据表现獲得6位風雲教師團及200名觀眾評審共同考核分數，獲取達標分數即完成初步入學門檻，未能達標者則於待定席等待機會。

第一期明日夏校錄取通知：東西部6:8，一共14人成功入學。
| 地區 | 考生          | 表演作品                          | Highlight考核 | 綜合考核 （教師團／評審團） | 入學資格 | 备注 |
| ---- | ------------- | --------------------------------- | ------------- | --------------------------- | -------- | ---- |
| 東部 | 壹月          | 《大明星的歌》                    | 推薦成功      | 3／99分                     | 未達標   |      |
| 東部 | GG龍蝦        | 《酷的只是社交假象》              | 推薦成功      | 3／72分                     | 未達標   |      |
| 西部 | 阿依巴爾.都曼 | 《5:30》                          | 推薦成功      | 5／184分                    | 錄取成功 |      |
| 西部 | 夏特          | 《童年的夢》                      | 未推薦        | 不適用                      | 不適用   |      |
| 西部 | 7Z            | 《Verse（段落）》                 | 推薦成功      | 6／168分                    | 錄取成功 |      |
| 東部 | 海子          |                                   | 未推薦        | 不適用                      | 不適用   |      |
| 東部 | 房夏多        |                                   | 未推薦        | 不適用                      | 不適用   |      |
| 東部 | 王煜棋        |                                   | 未推薦        | 不適用                      | 不適用   |      |
| 東部 | 胡期皓        | 《Blve（藍）》                    | 推薦成功      | 5／191分                    | 錄取成功 |      |
| 東部 | 要不要買菜    | 《卑微小調》                      | 推薦成功      | 2／176分                    | 錄取成功 |      |
| 西部 | 朱恒鋭        | 《37.2》                          | 推薦成功      | 4／159分                    | 錄取成功 |      |
| 東部 | 陳沐民        | 《氧》                            | 推薦成功      | 2／156分                    | 錄取成功 |      |
| 東部 | 葉子洋        | 《It Doesn't Matter（沒關係的）》 | 推薦成功      | 5／128分                    | 錄取成功 |      |
| 西部 | 蔣先貴        | 《飛向月球》                      | 推薦成功      | 6／158分                    | 錄取成功 |      |
| 西部 | 李桑野        | 《李青》                          | 推薦成功      | 5／118分                    | 錄取成功 |      |
| 西部 | 鹿子野        | 《沒什麼壞心情》                  | 推薦成功      | 5／133分                    | 錄取成功 |      |
| 東部 | 皮德          | 《下雨，你》                      | 推薦成功      | 3／153分                    | 錄取成功 |      |
| 東部 | 李敏江        | 《西部大驫客》                    | 推薦成功      | 4／118分                    | 未達標   | 補位 |
| 東部 | 胡浩然        | 《白日獨角》                      | 推薦成功      |                             | 未達標   |      |
| 西部 | 醒河          | 《媽媽》                          | 推薦成功      |                             | 未達標   |      |
| 東部 | 俞曉洋        | 《紫星》                          | 推薦成功      |                             | 未達標   |      |
| 西部 | 晉美          | 《人生》                          | 推薦成功      | 5／193分                    | 錄取成功 |      |
| 東部 | 楊皓翔        | 《Moonlight Lake（月色如水）》    | 推薦成功      | 5／184分                    | 錄取成功 |      |
| 西部 | 邁利撒        | 《野孩兒》                        | 推薦成功      | 6／182分                    | 錄取成功 |      |

### 第二期（2021年8月21日）
（上集）南北部入学考試

第二期明日夏校錄取通知：南北部5:8，一共13人成功入學。
| 地區 | 考生     | 表演作品                      | Highlight考核 | 綜合考核 （教師團／評審團） | 入學資格 | 备注 |
| ---- | -------- | ----------------------------- | ------------- | --------------------------- | -------- | ---- |
| 南部 | 阿波羅   | 《Apollo（阿波羅）》          | 推薦成功      | 6／173分                    | 錄取成功 |      |
| 南部 | 賀子玄   | 《玄》                        | 推薦成功      | 3／178分                    | 錄取成功 |      |
| 北部 | 飛行少年 | 《生來不凡》                  | 推薦成功      | 6／117分                    | 錄取成功 |      |
| 北部 | 一支榴槤 | 《海底》                      | 推薦成功      | 3／176分                    | 錄取成功 |      |
| 北部 | 竇佳嫄   | 《Star（起點）》              | 推薦成功      | 5／137分                    | 錄取成功 |      |
| 北部 | 李長庚   | 《悲傷捕手（Sorrow Hunter）》 | 推薦成功      | 6／168分                    | 錄取成功 |      |
| 北部 | 李洛爾   | 《癡心妄想》                  | 推薦成功      | 5／176分                    | 錄取成功 |      |
| 北部 | 孟梓     |                               | 未推薦        | 不適用                      | 不適用   |      |
| 北部 | 曾雪雅   |                               | 未推薦        | 不適用                      | 不適用   |      |
| 南部 | 馬立杰   |                               | 未推薦        | 不適用                      | 不適用   |      |
| 南部 | 庄主恒   | 《我還是比較適合做藝術家》    | 推薦成功      | 4／167分                    | 錄取成功 |      |
| 北部 | 鄭琪     | 《我眼前的那個人》            | 推薦成功      | 5／111分                    | 錄取成功 |      |
| 南部 | 鍾易軒   | 《明天》                      | 推薦成功      | 5／177分                    | 錄取成功 |      |
| 南部 | 舒灝     | 《I'm Back（我回來了）》      | 推薦成功      | 3／169分                    | 錄取成功 |      |
| 北部 | 羅維     |                               | 未推薦        | 不適用                      | 不適用   |      |
| 北部 | 薛琦     | 《彩色的黑》                  | 未推薦        | 不適用                      | 不適用   |      |
| 北部 | 李天姿   | 《一米以外》                  | 推薦成功      | 6／175分                    | 錄取成功 |      |
| 南部 | 葉明德   |                               | 未推薦        | 不適用                      | 不適用   |      |
| 南部 | 胡致邦   |                               | 未推薦        | 不適用                      | 不適用   |      |
| 南部 | 鄭思成   |                               | 未推薦        | 不適用                      | 不適用   |      |
| 北部 | 王浩琦   | 《濁水》                      | 推薦成功      | 2／153分                    | 錄取成功 |      |
| 北部 | 劉士滔   | 《你現在一定很幸福吧》        | 推薦成功      | 4／132分                    | 未達標   | 補位 |

明日夏校班級名冊
在未被錄取同學中進行補位，由明日夏校風雲教師團決定補位人選，補位候選人：李敏江與劉士滔，共2人補位，入學名額考核結束。74名通過海選的學員參加第一期錄製，明日夏校錄取人數29人。接下來將根據考場分為四個班級，分別是東一班、西二班、南三班、北四班，未來將以班級形式展開對抗。

- 東壹班：胡期皓、要不要買菜、陳沐民、葉子洋、皮德、楊皓翔、李敏江，共7人。
- 西貳班：7Z、阿依巴爾.都曼、朱恆鋭、蔣先貴、李桑野、鹿子野、晉美、邁利撒，共8人。
- 南參班：阿波羅、賀子玄、莊主恆、鍾易軒、舒灝，共5人。
- 北肆班：飛行少年、一支榴槤、竇佳嫄、李長庚、李洛爾、鄭琪、李天姿、王浩琦、劉士滔，共9人。

（下集）明日夏校開學典禮

| 明日夏校人員         | 表演曲目                     |
| -------------------- | ---------------------------- |
| 東南西北四個班級學員 | 入場曲之樂隊SHOW《野生青年》 |
| 明日召集人王源       | 《瘋人公園》                 |
| 風雲教師團五條人     | 《世界的理想》               |
| 風雲教師團李雪琴     | 《魚米》                     |
| 風雲教師團馬頔       | 《大雁》                     |
| 明日榜樣鄧紫棋       | 《倒數》                     |

明日宿舍
分為男女宿舍，以班級為單位入住宿舍房間。熱愛值體系：將依照舞台表現發放，每次校內考核後，積累到規定數量的熱愛值，可在百事蓋念店中兌換資源和福利，經過入學考核每位同學獲得初始熱愛值10個，領取後即刻入住宿舍。

入住寢室表：
- 東壹班男生宿舍108：要不要買菜、皮德、陳沐民、鹿子野（西貳班）
- 東壹班男生宿舍109：李敏江、胡期皓、葉子洋
- 西貳班男生宿舍206：蔣先貴、晉美
- 西貳班男生宿舍207：阿依巴爾.都曼、7Z、李桑野
- 南參班男生宿舍203：阿波羅、賀子玄、舒灝
- 南參班男生宿舍205：莊主恆、鍾易軒
- 北肆班男生宿舍106：李長庚、王浩琦
- 北肆班男生宿舍107：李洛爾、劉士滔、飛行少年
- 西貳班女生宿舍201：朱恆鋭、邁利撒
- 北肆班女生宿舍202：李天姿、竇佳嫄、一支榴槤
- 東壹班女生宿舍203：楊皓翔、鄭琪（北肆班）

### 第三期（2021年8月28日）
第一次校內考核：東北班級對戰

明日夏校正式開課日當天迎來第一次校內考核，東北班級爭奪9個明日席位，沒有獲得席位的同學則無法進行之後明日夏校的其他考核。

班歌對戰
各個班級分別創作一首班歌，在校內考核中兩兩對決，獲勝班級可獲得下輪考核額外錄取名額1個。
| 班級   | 表演作品         | 綜合分數 | 對戰結果 |
| ------ | ---------------- | -------- | -------- |
| 東壹班 | 《夜滬Yeahoo！》 | 348分    |          |
| 北肆班 | 《掛帥》         | 404分    | 獲勝     |

個人戰
個人的經歷主導著創作風格，節目組織了一次主題班會，讓同學更了解自己，更好的呈現音樂作品。每位同學須先闡述創作思路，以原生為主題創作。

一共3輪個人戰，每輪僅開放2個席位，各個班級可根據戰略派出2-3人出戰，每位同學表演結束後，由風雲教師團、學長學姐團、現場觀眾分別評分，3個分數相加最多能拿到450分，每輪個人總分最高的2位同學將獲得明日席位。
| 分派  | 班級   | 考生       | 表演作品                      | 綜合分數 | 輪次席位 | 考核結果 |
| ----- | ------ | ---------- | ----------------------------- | -------- | -------- | -------- |
| 第1輪 | 北肆班 | 李長庚     | 《Take The Time（我想愛你）》 | 367分    | 第1輪    | 合格     |
| 第1輪 | 北肆班 | 飛行少年   | 《山》                        |          |          | 不合格   |
| 第1輪 | 北肆班 | 李洛爾     | 《長大》                      | 325分    | 剩餘席位 | 合格     |
| 第1輪 | 東壹班 | 皮德       | 《倒流》                      | 336分    | 第1輪    | 合格     |
| 第1輪 | 東壹班 | 葉子洋     | 《霓虹燈》                    |          |          | 不合格   |
| 第2輪 | 東壹班 | 要不要買菜 | 《豔麗芬芳》                  | 360分    | 第2輪    | 合格     |
| 第2輪 | 北肆班 | 李天姿     | 《我是你裙子上的花》          | 339分    | 第2輪    | 合格     |
| 第2輪 | 東壹班 | 楊皓翔     | 《Me u us（女人.男人.我們）》 |          |          | 不合格   |
| 第2輪 | 東壹班 | 李敏江     | 《黃金年代》                  |          |          | 不合格   |
| 第2輪 | 北肆班 | 劉士滔     | 《小院》                      |          |          | 不合格   |
| 第2輪 | 北肆班 | 竇佳嫄     | 《同一片星空下》              | 327分    | 班歌席位 | 合格     |
| 第3輪 | 東壹班 | 胡期皓     | 《David&Dalvin（致大衛）》    | 365分    | 剩餘席位 | 合格     |
| 第3輪 | 北肆班 | 一支榴槤   | 《人間》                      | 396分    | 第3輪    | 合格     |
| 第3輪 | 東壹班 | 陳沐民     | 《奈何》                      |          |          | 不合格   |
| 第3輪 | 北肆班 | 鄭琪       | 《缺愛》                      | 323分    |          | 不合格   |
| 第3輪 | 北肆班 | 王浩琦     | 《影子》                      | 382分    | 第3輪    | 合格     |

### 第四期（2021年9月4日）
| 明日夏校人員       | 表演曲目     |
| ------------------ | ------------ |
| 明日榮譽老師毛不易 | 《若有緣由》 |

第一次校內考核：西南班級對戰

明日夏校迎來第一次校內考核，第二場對戰為西南班級，共同爭奪9個明日席位，此次考核沒有席位的同學將提前結業。

班歌對戰
各個班級分別創作一首班歌，在校內考核中兩兩對決，獲勝班級可獲得下輪考核額外錄取名額1個。
| 班級   | 表演作品                   | 綜合分數 | 對戰結果 |
| ------ | -------------------------- | -------- | -------- |
| 西貳班 | 《掀起你的蓋頭來》（改編） | 355分    |          |
| 南參班 | 《任逍遙》                 | 381分    | 獲勝     |

個人戰
3輪個人戰，出戰人選為班級各自選派，表演結束後得出綜合評分，每輪僅開放1-2個席位，其餘席位將依排名領先的順序遞補，遞補的最後一席人選則由風雲教授團共同推舉。
| 分派  | 班級   | 考生          | 表演作品              | 綜合分數 | 輪次席位 | 考核結果 |
| ----- | ------ | ------------- | --------------------- | -------- | -------- | -------- |
| 第1輪 | 西貳班 | 邁利撒        | 《洄游》              | 357分    | 第1輪    | 合格     |
| 第1輪 | 南參班 | 賀子玄        | 《自我救贖》          |          |          | 不合格   |
| 第1輪 | 西貳班 | 鹿子野        | 《十夏懷蟲聲》        | 325分    |          | 不合格   |
| 第1輪 | 西貳班 | 阿依巴爾.都曼 | 《腳印》              | 313分    | 剩餘席位 | 合格     |
| 第1輪 | 南參班 | 舒灝          | 《山谷》              | 349分    | 第1輪    | 合格     |
| 第2輪 | 西貳班 | 蔣先貴        | 《愛人與玫瑰花》      | 368分    | 第2輪    | 合格     |
| 第2輪 | 南參班 | 鍾易軒        | 《待續》              | 327分    | 剩餘席位 | 合格     |
| 第2輪 | 南參班 | 阿波羅        | 《Young Boy（少年）》 |          |          | 不合格   |
| 第2輪 | 西貳班 | 李桑野        | 《桀驁》              |          |          | 不合格   |
| 第2輪 | 西貳班 | 朱恆鋭        | 《她和她》            | 341分    | 第2輪    | 合格     |
| 第3輪 | 南參班 | 莊主恆        | 《海海》              | 348分    | 班歌席位 | 合格     |
| 第3輪 | 西貳班 | 晉美          | 《念拉薩》            | 327分    | 剩餘席位 | 合格     |
| 第3輪 | 西貳班 | 7Z            | 《李起敬》            | 379分    | 第3輪    | 合格     |

第一次校內考核成績單
一共18位同學通過第一輪考核，東一班3席、西二班6席、南三班3席、北四班6席。通過考核的每位同學各獲得10個熱愛值。北四班的一支榴槤同學在兩場班級對戰中，總分排名第一，成為了明日夏校首次校內考核的風雲少年，並獲得20個熱愛值及下次校內考核的神秘優勢。
| 班級   | 第一名   | 總分 |
| ------ | -------- | ---- |
| 東一班 | 胡期皓   | 365  |
| 西二班 | 7Z       | 379  |
| 南三班 | 舒灝     | 349  |
| 北四班 | 一支榴槤 | 396  |

### 第五期（2021年9月11日）
| 明日夏校人員 | 表演曲目   |
| ------------ | ---------- |
| 學長團INTO1  | 《風暴眼》 |

第二次校內考核：班歌混戰

明日宿舍第一次出逃日，同學們大清早從佳伯營地到深山古鎮采風，節目組分別安排東西班至第一站烏鎮鎮，南北班至第二站莫干山，備用金每人三百。此次班歌考核以少年看世界為主題創作，將采風元素融合於班歌中，風雲教師團從Demo中選擇任一班級助陣。參與第二次校內考核的18位同學爭奪12個明日席位，第一場為班級對決，由現場的9位學長和第二現場300位觀眾打分，班歌滿分309分，班歌分數最高的班級獲得1個明日席位。
| 班級   | 考生                                             | 助陣教師 | 表演作品                      | 綜合分數 | 對戰結果 |
| ------ | ------------------------------------------------ | -------- | ----------------------------- | -------- | -------- |
| 南參班 | 莊主恆、鍾易軒、舒灝                             | 王源     | 城市流行《逃！》              | 240分    |          |
| 東壹班 | 皮德、要不要買菜、胡期皓                         | 李雪琴   | 中國風R&B《南湖春早》（改編） | 256分    |          |
| 西貳班 | 邁利撒、朱恆鋭、蔣先貴、晉美、7Z、阿依巴爾.都曼  | 五條人   | 朋克《逃離佳伯》              | 263分    | 獲勝     |
| 北肆班 | 李長庚、竇佳嫄、李天姿、一支榴槤、李洛爾、王浩琦 | 馬頔     | 電子舞曲《夏墜》              | 258分    |          |

雙人合作組隊環節
18位同學按照第一次校內考核的成績排名依次進行組隊，排名前九同學優先發出組隊宣言。
| 分組 | 組隊成員              |
| ---- | --------------------- |
| 1    | 一支榴槤、朱恆鋭      |
| 2    | 王浩琦、阿依巴爾.都曼 |
| 3    | 7Z、李天姿            |
| 4    | 蔣先貴、邁利撒        |
| 5    | 李長庚、舒灝          |
| 6    | 胡期皓、晉美          |
| 7    | 要不要買菜、皮德      |
| 8    | 莊主恆、鍾易軒        |
| 9    | 竇佳嫄、李洛爾        |

### 第六期（2021年9月19日）
第二次校內考核：雙人合作

第二場考題為少年攜手看世界，組合間通過下戰書的方式選擇對手，9個創作小組分三輪進行考核，每輪僅開放2個明日席位，由三個合作組六位同學共同競爭，參與第二次校內考核的18位同學爭奪12個明日席位，每輪考核總分排名第一的組合將獲得該輪的兩個明日席位。由教師團120分、學長團45分、現場觀眾300分共同計算，滿分465分，組合總分滿分為930分。由於教師團一致同意增加1席位，本場最後獲得席位為13位同學。
| 分派   | 組合名稱     | 組合成員              | 表演作品                 | 綜合分數 | 輪次席位 | 考核結果   |
| ------ | ------------ | --------------------- | ------------------------ | -------- | -------- | ---------- |
| 第一輪 | 敬天動地     | 7Z、李天姿            | 《白》                   | 735      | 第一輪   | 雙人合格   |
| 第一輪 | 小巴王       | 王浩琦、阿依巴爾.都曼 | 《門票》                 |          | 剩餘席位 | 王浩琦合格 |
| 第一輪 | 皮德要買菜   | 要不要買菜、皮德      | 《無畏的風》             |          | 剩餘席位 | 雙人合格   |
| 第二輪 | 真取不出來名 | 李長庚、舒灝          | 《2066》                 | 745      | 第二輪   | 雙人合格   |
| 第二輪 | 小麥有點貴   | 蔣先貴、邁利撒        | 《黃色滑滑梯》           |          | 班歌席位 | 蔣先貴合格 |
| 第二輪 | 竇腐腦爾     | 竇佳嫄、李洛爾        | 《Can't Escape（困獸）》 |          | 挽救席位 | 李洛爾合格 |
| 第三輪 | 皓美         | 胡期皓、晉美          | 《和平歌》               |          |          | 雙人不合格 |
| 第三輪 | 好主意       | 鍾易軒、莊主恆        | 《頑童趕路》             | 763      | 剩餘席位 | 雙人合格   |
| 第三輪 | 一支朱       | 一支榴槤、朱恆鋭      | 《倒影》                 | 772      | 第三輪   | 雙人合格   |

第二次公演晉級名單
獲得席位的13位同學分別為：李天姿、7Z、李長庚、舒灝、一支榴槤、朱恆鋭、蔣先貴、鍾易軒、皮德、莊主恆、要不要買菜、王浩琦、李洛爾。

### 第七期（2021年9月25日）
第三次校內考核：八大廠牌爭奪戰

考題為少年的致敬，將華語金曲改編加入自己的音樂態度，目的是考驗同學的創作能力，此次考核只有八個名額能加入八大音樂廠牌。同學們任選16首經典老歌其中一首，對戰組依據第二次校內考核的排序進行歌曲選擇，本場一共分為6輪一對一對戰，第二次校內考核的風雲少年鍾易軒可加入任一組對戰，該組預備廠牌名額則為2個。個人總分最高為450分，排名前五的同學直接進入八大廠牌，未進入八大廠牌同學則提前結業。
| 分派   | 考生       | 表演作品             | 綜合分數 | 考核結果 |
| ------ | ---------- | -------------------- | -------- | -------- |
| 第一輪 | 李洛爾     | 《風中有朵雨做的雲》 | 362      | 合格     |
| 第一輪 | 舒灝       | 《你冷得像風》       | 334      |          |
| 第一輪 | 鍾易軒     | 《蝴蝶飛呀》         | 347      | 合格     |
| 第二輪 | 要不要買菜 | 《野花》             | 323      |          |
| 第二輪 | 一支榴槤   | 《為愛癡狂》         | 362      | 合格     |
| 第三輪 | 7Z         | 《星星點燈》         | 346      | 合格     |
| 第三輪 | 李長庚     | 《狼》               | 382      | 合格     |
| 第四輪 | 莊主恆     | 《愛的箴言》         | 349      | 合格     |
| 第四輪 | 朱恆鋭     | 《如果雲知道》       | 333      |          |
| 第五輪 | 王浩琦     | 《容易受傷的女人》   | 325      |          |
| 第五輪 | 皮德       | 《如果當時》         | 322      |          |
| 第六輪 | 蔣先貴     | 《挪威的森林》       | 387      | 合格     |
| 第六輪 | 李天姿     | 《鄉戀》             | 369      | 合格     |

### 第八期（2021年10月2日）
第四次校內考核（六強廠牌突圍戰預錄直播 （页面存档备份，存于））

八大廠牌面臨第一次直播舞台，根據上期考核排名前三依次挑選對手，形成4個對戰組進行對決，每個廠牌與風雲助力團合作舞台。個人最高總分580分，1對1個人總分最高的同學可直接進入六強廠牌，剩餘總分最高者晉級，總分最低的學員結業，剩餘兩位同學則以個人預備作品進行1對1終極對戰，分數高者晉級。直播開始時間為19:30，舞台主機位與導師機位直播開始時間為20:00，直播結束總累計18,814,572人觀看。
| 分派   | 考生     | 助力嘉賓   | 合作表演作品    | 個人預備作品     | 綜合分數 | 輪次席位   | 考核結果 |
| ------ | -------- | ---------- | --------------- | ---------------- | -------- | ---------- | -------- |
| 第一輪 | 李洛爾   | 太一       | 《Beacon Fire》 | 不適用           | 403      |            | 不合格   |
| 第一輪 | 蔣先貴   | 傻子與白痴 | 《啞巴》        | 不適用           | 493      | 第一輪     | 合格     |
| 第二輪 | 鍾易軒   | 好妹妹     | 《小妹妹》      | 不適用           | 477      | 第二輪     | 合格     |
| 第二輪 | 李長庚   | 于貞       | 《眸》          | 《Rainy》        | 406      | 有預備歌曲 | 不合格   |
| 第三輪 | 莊主恆   | 祁紫檀     | 《愛人朋友》    | 不適用           | 520      | 第三輪     | 合格     |
| 第三輪 | 李天姿   | 金玟岐     | 《天然》        | 《終究要寫的歌》 | 418      | 有預備歌曲 | 合格     |
| 第四輪 | 7Z       | 劉逸雲     | 《帥》          | 不適用           | 453      | 第四輪     | 合格     |
| 第四輪 | 一支榴槤 | 劉宇       | 《無錯》        | 不適用           | 421      | 剩餘席位   | 合格     |

### 第九期（2021年10月9日）
第五次校內考核（最強廠牌候選人爭奪戰預錄直播 （页面存档备份，存于））

| 明日夏校人員 | 表演曲目    |
| ------------ | ----------- |
| 熊貓團       | 《Pull Up》 |

六大廠牌第二次直播舞台，第一場為前輩助燃戰，根據上期考核排名倒序次進行表演，每位同學搭擋一組助燃前輩，由現場400位校外同學打分，最高總分400分，個人得分前5同學將獲得階梯式加權分數，作為第二場個人基底分數。第二場為一對一衝刺戰，依照本期第一場排名加權前三名進行對戰挑選，風雲教師團150分、助燃前輩60分、現場觀眾400分，最高總分610分。直播開始時間為19:30，舞台主機位與導師機位直播開始時間為20:00，直播結束總累計17,284,159人觀看。
| 分派   | 考生     | 助燃嘉賓   | 合作表演作品   | 加權分 | 個人表演作品           | 綜合分數 | 輪次席位 | 考核結果 |
| ------ | -------- | ---------- | -------------- | ------ | ---------------------- | -------- | -------- | -------- |
| 第一輪 | 李天姿   | 蕭敬騰     | 《海芋戀》     | 0      | 《輪到我了嗎》         | 445      |          | 不合格   |
| 第一輪 | 莊主恆   | 胡彥斌     | 《有過你》     | 15     | 《Don’t go, my child》 | 519      | 第一輪   | 合格     |
| 第二輪 | 7Z       | 汪蘇瀧     | 《末班飛行》   | 5      | 《Being in my life》   | 535      | 第二輪   | 合格     |
| 第二輪 | 一支榴槤 | 毛不易     | 《借》         | 10     | 《星》                 | 416      |          | 不合格   |
| 第三輪 | 蔣先貴   | 陳粒       | 《小半》       | 5      | 《雜花》               | 457      | 剩餘席位 | 合格     |
| 第三輪 | 鍾易軒   | 旅行團樂隊 | 《永遠都會在》 | 10     | 《他是個出租車司機》   | 522      | 第三輪   | 合格     |

### 第十期（2021年10月16日）
明日夏校畢業考（最強廠牌誕生夜預錄直播 （页面存档备份，存于））

| 明日夏校人員                                     | 表演節目                           |
| ------------------------------------------------ | ---------------------------------- |
| 李雪琴                                           | 開場脫口秀                         |
| 王源＆鍾易軒                                     | 《你的名字是世界瞞著我最大的事情》 |
| 馬頔＆莊主恆                                     | 《皆非》                           |
| 五條人＆蔣先貴                                   | 《初戀》                           |
| 鄧紫棋＆7Z                                       | 《句號》                           |
| 一支榴槤＆朱恆鋭                                 | 《誰》                             |
| 要不要買菜＆鹿子野                               | 《像我這樣的人》                   |
| 舒灝＆李長庚                                     | 《5:10a.m.》                       |
| 胡期皓＆晉美                                     | 《outside》                        |
| 李天姿＆竇佳嫄                                   | 《我想要》                         |
| 李長庚＆王浩琦＆ 李洛爾＆飛行少年＆阿依巴爾.都曼 | 《有一群夥伴比啥都浪漫》           |
| 東一班同學                                       | 《夜滬Yeahoo！》                   |
| 南三班同學                                       | 《任逍遙》                         |
| 北四班同學                                       | 《夏墜》                           |
| 全體同學                                         | 《逃離佳伯》                       |

四大廠牌畢業考直播舞台，主題為創作的意義，第一輪為代表作battle戰，最高總分537分，總分最高的三個名額進入第二輪最強廠牌衝刺戰，得分最高者成為本季最強廠牌。直播開始時間為19:30，舞台主機位與導師機位直播開始時間為20:00，直播結束總累計23,440,165人觀看。
| 考生   | 第一輪表演作品     | 綜合分數 | 第二輪表演作品 | 考核結果 |
| ------ | ------------------ | -------- | -------------- | -------- |
| 莊主恆 | 《阿偷》           | 426      | 《海海二》     | 第三名   |
| 鍾易軒 | 《你會好吧》       | 420      | 不適用         | 第四名   |
| 蔣先貴 | 《春嬌》           | 450      | 《記事錄》     | 第一名   |
| 7Z     | 《一隻狗的心裡話》 | 451      | 《wake up》    | 第二名   |